# Clínica Las Vegas
La Clínica Las Vegas es una institución hospitalaria de carácter privado, situada en la ciudad de Medellín (Colombia), que presta servicios de salud hasta de III nivel de complejidad.

## Historias
La historia de la clínica comienza el 19 de agosto de 1988 cuando un grupo de diez reconocidos profesionales en la salud empezaron a madurar la idea de la Clínica Las Vegas. El proyecto inició con una intensa investigación y búsqueda de apoyo en empresas importantes de la ciudad; así pudo darse el primer paso para la compra de los lotes. Originariamente el proyecto fue pensado como una unidad de servicios básicos, pero el sueño comenzó a crecer y fue así como se consolidó un proyecto de clínica y consultorios que en mayo de 1989 ya estaba a la venta en la Feria Internacional de la Salud. El éxito fue tal, que en junio del mismo año se vendieron las primeras acciones por especialidades y algunos consultorios en la Fase I.
En enero de 1990 inició la construcción de la institución, adjudicada a la firma CONINSA y paralelamente se realizó una agresiva campaña de ventas. En ese mismo año, el grupo directivo encabezado por el doctor Carlos Pineda La Rotta, tuvo como objetivo la entrega de la totalidad de los consultorios de la Fase I, con excelentes resultados. 

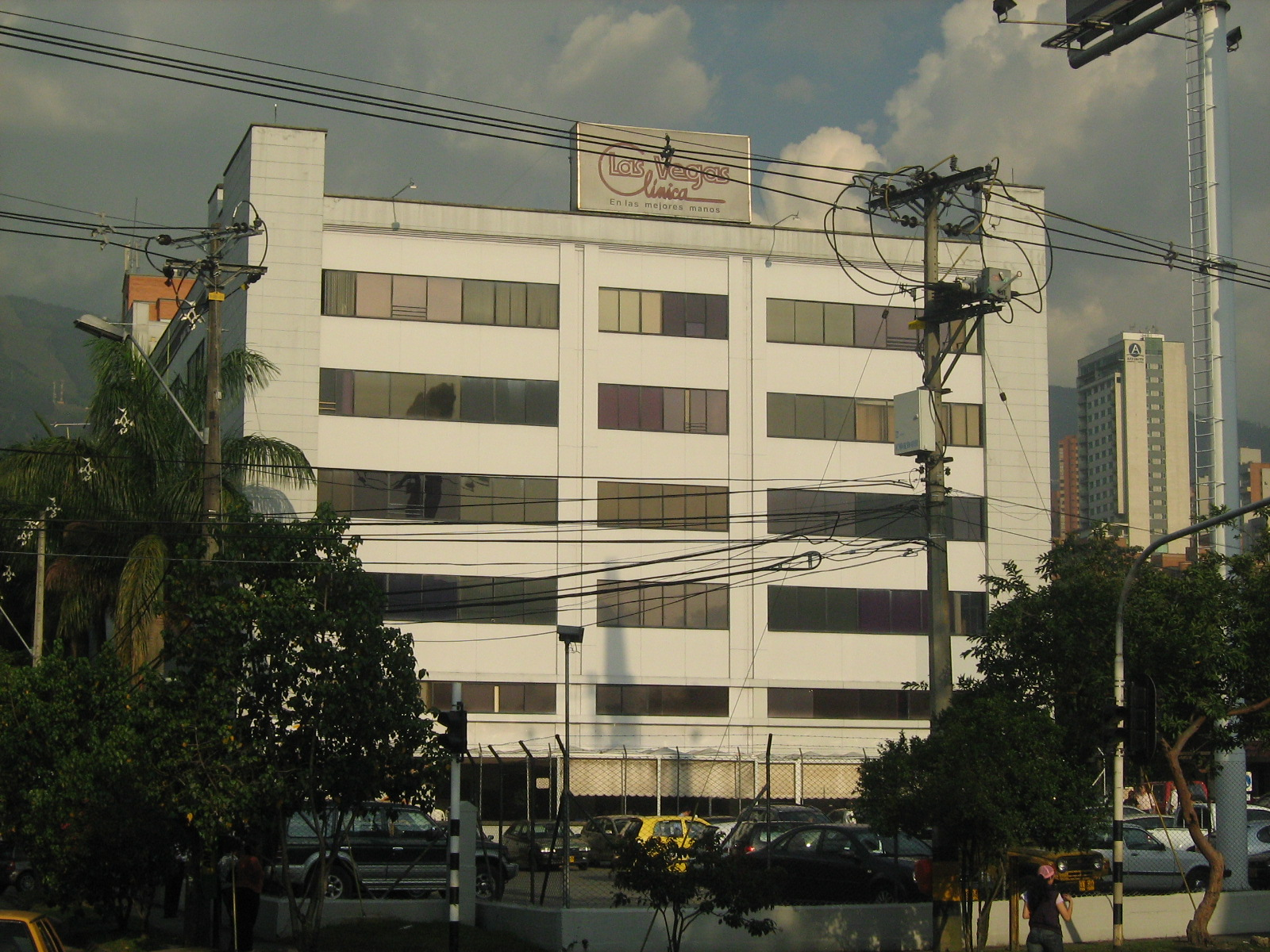
Clínica Las Vegas.

El 25 de agosto de 1992 se recibe el primer paciente en el servicio de Urgencias, este fue el preámbulo para que tres días más tarde, el 28 del mismo mes, empezara a funcionar la Clínica Las Vegas, que inicialmente contó con: 88 consultorios, 12 locales comerciales, 42 habitaciones, 5 salas de cirugía, 2 salas de parto, y los servicios de: Laboratorio, Radiología, Urgencias, Unidad de Cuidados Intensivos adultos y neonatos.
La capacidad de la institución y volumen de prestación de servicios fue aumentando a tal punto que se vio la necesidad, en el segundo semestre de 1993, de implementar áreas como lavandería y alimentación.
Un año después de ser inaugurada la clínica, comienza a funcionar la Fase II con setenta nuevos consultorios y veintiuna habitaciones, ampliándose así la capacidad de servicios a la comunidad.
La Clínica Las Vegas busca ofrecer a la población una atención en salud, caracterizada por la excelencia en el servicio y la humanización.